# Крушина (Любуське воєводство)
Крушина (пол. Kruszyna, нім. Krauschow) — село в Польщі, у гміні Сулехув Зеленогурського повіту Любуського воєводства.
Населення — 719 осіб (2011).
У 1975-1998 роках село належало до Зеленогурського воєводства.

## Демографія
Демографічна структура станом на 31 березня 2011 року:
|          | Загалом | Допрацездатний вік | Працездатний вік | Постпрацездатний вік |
| -------- | ------- | ------------------ | ---------------- | -------------------- |
| Чоловіки | 346     | 73                 | 244              | 29                   |
| Жінки    | 373     | 81                 | 223              | 69                   |
| Разом    | 719     | 154                | 467              | 98                   |